# Franz Magnis-Suseno

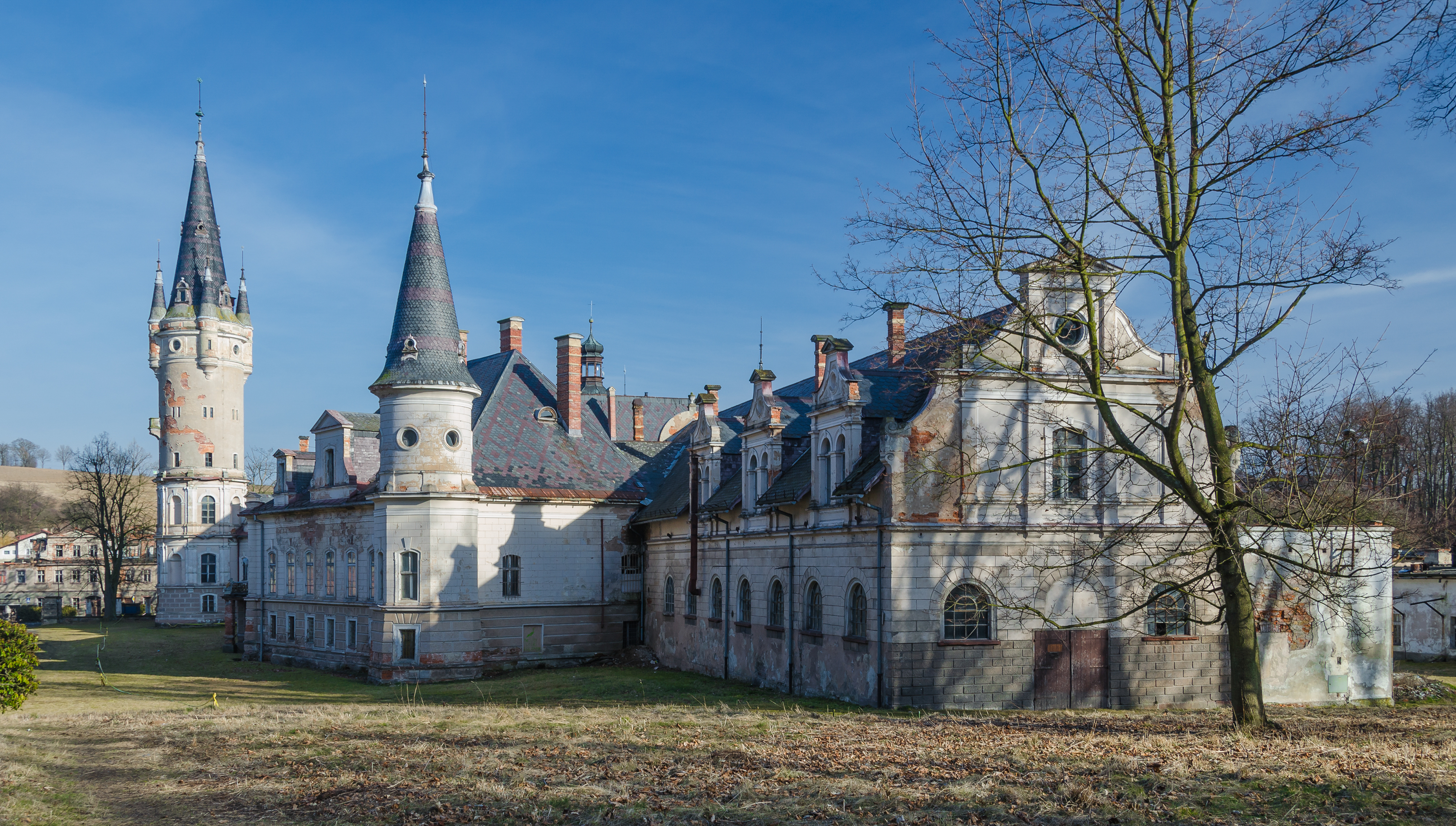
Pałac w Bożkowie – główna siedziba rodu Magnisów

Franz Magnis-Suseno SJ, właśc. Franz Graf von Magnis (ur. 26 maja 1936 w Bożkowie) – niemiecki hrabia, teolog katolicki i filozof działający na terenie Indonezji.

## Życiorys
Urodził się w 1936 roku w Eckersodrfie (obecnie Bożków) w rodzinie szlacheckiej von Magnisów. Jego rodzicami byli Maria Ferdinand von Magnis auf Eckersdorf und Straßnitz oraz Maria Anna Prinzessin zu Löwenstein-Wertheim-Rosenberg. Po zakończeniu II wojny światowej i utracie przez rodzinę swoich dóbr na ziemi kłodzkiej oraz wysiedleniu z tych terenów znalazł się wraz z rodziną w Niemczech Zachodnich, gdzie w 1955 zdał maturę w słynnym jezuickim kolegium w St. Blasien. Wstąpił następnie do zakonu, studiując teologię, po której ukończeniu na własną prośbę został skierowany jako misjonarz do Indonezji. W 1973 roku uzyskał stopień naukowy doktora teologii na Uniwersytecie Ludwika i Maksymiliana w Monachium, na podstawie rozprawy zatytułowanej Wymagania normatywne w myśli młodego Marksa. W tym czasie nadal był zainteresowany działalnością misjonarską w Indonezji, w związku z czym uczył się miejscowego języka, a w 1977 przyjął indonezyjskie obywatelstwo oraz nazwisko Suseno. W Dżakarcie pracował jako docent w Wyższej Szkole Filozoficznej. Przez jakiś czas pełnił także funkcję rektora Uniwersytetu Indonezyjskiego.
W Indonezji dał się poznać tamtejszemu społeczeństwu jako osoba o niezwykłej wrażliwości społecznej, solidaryzująca się z biednymi i cierpiącymi. Zdobył wielkie uznanie za krzewienie dialogu chrześcijańsko-muzułmańskiego.
W 2001 roku został odznaczony Orderem Zasługi Republiki Federalnej Niemiec a w 2002 Wydział Teologiczny Uniwersytetu w Lucernie przyznał mu tytuł doktora honoris causa.

## Publikacje
- Normative Voraussetzungen im Denken des jungen Marx (1843–1848). Dissertation, Freiburg-München 1975.
- Javanische Weisheit und Ethik: Studie zu einer Östlichen Moral. Oldenbourg, München/Wien 1981, ISBN 3-486-50561-0.
- Neue Schwingen für Garuda. Indonesien zwischen Tradition und Moderne, München 1989, ISBN 3-925412-08-5.